# Ischnochiton goudi
Ischnochiton goudi är en blötdjursart som beskrevs av Kaas 1996. Ischnochiton goudi ingår i släktet Ischnochiton och familjen Ischnochitonidae.
Artens utbredningsområde är Seychellerna. Inga underarter finns listade i Catalogue of Life.